# Hugo Schäffer

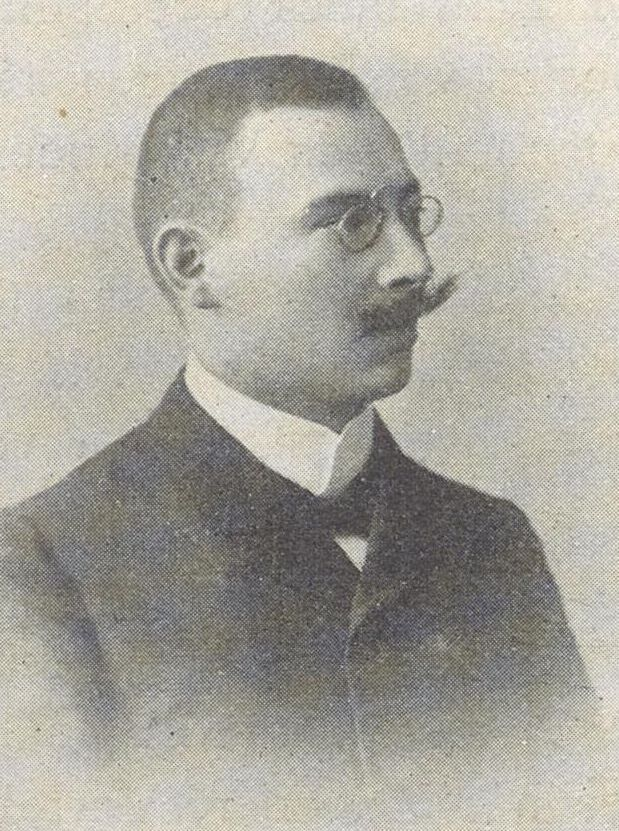
Hugo Schäffer, um 1913

Hugo Schäffer (* 13. Juni 1875 in Edelfingen; † 25. August 1945 in Stuttgart) war ein deutscher Jurist und Politiker.

## Leben und Beruf
Nach dem Abitur nahm der Sohn eines Pfarrers ein Studium der Theologie am höheren evangelischen Seminar in Tübingen auf. Während seines Studiums trat er 1893/94 der burschenschaftlichen Verbindung Tübinger Königsgesellschaft Roigel bei. Seinen Militärdienst leistete er in den Jahren 1893 bis 1894. 1895 wechselte er zu Rechtswissenschaften an der Eberhard-Karls-Universität Tübingen und Berlin. Er wurde zum Dr. jur. promoviert. 1899 und 1901 legte er die höheren württembergischen Finanzdienstprüfungen ab. 1901 bis 1902 arbeitete er bei der Firma Friedrich Krupp in Essen und Düsseldorf.
Schäffer trat 1902 in den württembergischen Verwaltungsdienst ein und war als Hilfsarbeiter beim Hauptzollamt Stuttgart tätig. 1902 ging er ans Amt Öhringen, wo er anfangs als Stellvertretender Amtmann, dann bis 1904 als Amtmann wirkte. Von 1904 bis 1905 war er Amtmann des Oberamtes Schwäbisch Gmünd. Von 1905 bis 1906 war Schäffer Regierungsassessor und Zollhilfsarbeiter bei der württembergischen Zentralstelle für Gewerbe und Handel. 1906 wurde er Regierungsassessor im Württembergischen Innenministerium. Von 1908 bis 1909 war er als Oberamtmann in Künzelsau tätig.
1909 wurde er zum Regierungsrat im württembergischen Innenministerium befördert, 1913 zum Ministerialrat. 1916 war er Stellvertretender Bevollmächtigter zum Bundesrat in Berlin. 1919 wurde er zum Ministerialdirektor im Innenministerium ernannt. Er war auch als Stellvertretender Bevollmächtigter im Staatenausschuss tätig. 1922 wurde er Stellvertretender Bevollmächtigter zum Reichsrat. 1922 wurde er aus dem Staatsdienst entlassen und ging als Finanzdirektor zur Firma Krupp; er gehörte dem Vorstand der Friedrich Krupp AG an.
1924 wurde er Präsident des Reichsversicherungsamtes und gleichzeitig Präsident des Reichsversorgungsgerichts. Schäffer gehörte keiner Partei an und amtierte vom 6. Juni bis zum 3. Dezember 1932 als Reichsarbeitsminister in der von Reichskanzler Franz von Papen geführten Regierung. Danach fungierte er wieder als Präsident des Reichsversicherungsamtes und des Reichsversorgungsgerichts.
In der Zeit des Nationalsozialismus war Schäffer Mitglied im Bund Nationalsozialistischer Deutscher Juristen. Am 1. Mai 1933 trat er der NSDAP bei (Mitgliedsnummer 2.656.412). Er gehörte der NS-Fachschaft des Reichsversicherungsamtes (RVA) an. Er war Mitherausgeber der NS-Zeitschrift Gesundes Volk. 1941 erkrankte er und war dienstunfähig, 1943 ging er in den Ruhestand.

## Ehrungen
- 1911: Württembergischer Friedrichsorden, Ritter
- 1912: Preußischer Königlicher Kronen-Orden, 3. Klasse
- 1916: Orden der Württembergischen Krone, Ritter
- 1918: Eisernes Kreuz, II. Klasse
- 1934: Ehrendoktor (Dr. iur. h. c.) der Universität Köln